# Вільковиці (гміна)
Гміна Вільковиці (пол. Gmina Wilkowice) — сільська гміна у південній Польщі. Належить до Бельського повіту Сілезького воєводства.
Станом на 31 грудня 2011 у гміні проживало 13004 особи.

## Територія
Згідно з даними за 2007 рік площа гміни становила 33.90 км², у тому числі:
- орні землі: 38.00%
- ліси: 50.00%

Таким чином, площа гміни становить 7.41% площі повіту.

## Населення
Станом на 31 грудня 2011:
| Опис     | Загалом | Загалом | Чоловіки | Чоловіки | Жінки | Жінки |
| -------- | ------- | ------- | -------- | -------- | ----- | ----- |
| одиниця  | осіб    | %       | осіб     | %        | осіб  | %     |
| все      | 13004   | 100     | 6241     | 47.99    | 6763  | 52.01 |
| міське   | 0       | 100     | 0        |          | 0     |       |
| сільське | 13004   | 100     | 6241     | 47.99    | 6763  | 52.01 |

## Сусідні гміни
Гміна Вільковіце межує з такими гмінами: Бучковіце, Кози, Лодиґовіце, Черніхув, Щирк.